# Henning Saß
Henning Saß (* 4. Dezember 1944 in Kiel) ist ein deutscher Psychiater.

## Leben
Saß legte 1964 am Max-Planck-Gymnasium in Kiel sein Abitur ab und verpflichtete sich dann für zwei Jahre bei der Bundeswehr. Nach dem Studium der Medizin in Kiel, Wien und Mainz, das er mit dem Staatsexamen 1972 abschloss, promovierte er 1974 in Mainz zum Thema Die Ursachen psychischer Krankheit im Selbstverständnis des Menschen. Seine Facharztausbildung beendete er ab 1976 am Universitätsklinikum Heidelberg. Nach dem Facharzttitel für Psychiatrie 1978 erlangte er 1982 die Berechtigung, die Zusatzbezeichnung „Psychotherapie“ zu führen. Schließlich habilitierte er 1986 zum Thema Psychopathie, Soziopathie, Dissozialität. Zur Differentialtypologie der Persönlichkeitsstörungen. (→ Springer 1987, doi:10.1007/978-3-642-52269-7.)
Von 1987 bis 1990 war Saß Leiter der Abteilung für Forensische Psychiatrie an der Ludwig-Maximilians-Universität in München. Von 1990 bis 2000 war er Lehrstuhlinhaber und Direktor der Klinik für Psychiatrie und Psychotherapie an der Medizinischen Fakultät der RWTH Aachen und von 1994 bis 2000 auch Dekan der Medizinischen Fakultät. Von 2001 bis 2010 war Saß Ärztlicher Direktor und Vorsitzender des Vorstandes des Universitätsklinikum Aachen. Zum Jahresende 2010 ging Saß in den Ruhestand und ist seitdem Emeritus.
Henning Saß hat unter anderem an der deutschen Ausgabe des DSM IV (Diagnostisches und Statistisches Handbuch Psychischer Störungen) mitgearbeitet und ist Mitglied des Beirats der Deutschen Gesellschaft für Psychiatrie, Psychotherapie und Nervenheilkunde. Saß gehört zu den bekanntesten forensisch-psychiatrischen Gutachtern in Deutschland. Unter anderem begutachtete er 1990 die Autodesign-Ikone Claus Luthe (Audi NSU, BMW), der seinen Sohn getötet hatte, und 2005 den Mörder des Modemachers Rudolph Moshammer. Die Hauptangeklagte im NSU-Prozess, Beate Zschäpe lehnte eine Untersuchung durch Saß ab. Deshalb musste er sich bei seinem 2013 erstellten Gutachten auf die Akten stützen. Saß sah bei Zschäpe keine Anhaltspunkte für eine relevante psychische Störung. Nach dem Anschlag in Hanau 2020 erstattete Saß ein posthumes Gutachten über den Attentäter Tobias R. und legte seine Einschätzungen über den Täter auch vor einem Untersuchungsausschuss des Hessischen Landtags dar.

## Schriften (Auswahl)
- (als Hrsg.): Affektdelikte. Interdisziplinäre Beiträge zu Beurteilung von affektiv akzentuierten Straftaten. Springer Verlag, Berlin 1993. ISBN 3-540-57231-7.
- (als Hrsg.): Psychopathologische Methoden und psychiatrische Forschung. Gustav Fischer Verlag, Jena 1996. ISBN 3-437-31006-2.
- mit Sabine Herpertz (Hrsg.): Psychotherapie von Persönlichkeitsstörungen. Thieme Verlag, Stuttgart 1999. ISBN 3-13-111831-8.
- mit Sabine Herpertz (Hrsg.): Persönlichkeitsstörungen. Thieme Verlag, Stuttgart 2003. ISBN 3-13-128231-2.
- mit Norbert Leygraf, Dieter Dölling und Hans-Ludwig Kröber (Hrsg.): Handbuch der Forensischen Psychiatrie in fünf Bänden. Steinkopff/Springer, Darmstadt/Heidelberg/Berlin 2006–2010 (→ Einzelbände).